# Cantonul Nasbinals
Cantonul Nasbinals este un canton din arondismentul Mende, departamentul Lozère, regiunea Languedoc-Roussillon, Franța.

## Comune
- Grandvals
- Malbouzon
- Marchastel
- Nasbinals (reședință)
- Prinsuéjols
- Recoules-d'Aubrac